# Aimé Langlois
Pour l’article homonyme, voir Langlois.
Joseph-Victor-Aimé Langlois (6 décembre 1880-24 mars 1954) est un notaire et homme politique fédéral du Québec.
Né à Varennes dans la région de Montérégie, M. Langlois est secrétaire-trésorier de la municipalité de Varennes en 1904. De 1918 à 1925, il est gérant d'une succursale de la Banque provinciale du Canada. Il épouse Régina, la petite-fille de Louis Huet Massue qui fut député fédéral de Richelieu.
Élu député du Parti libéral du Canada dans la circonscription fédérale de Chambly—Verchères en 1925, il est réélu en 1926. Il ne se représente pas en 1930.